# 奧豪峰
奧豪峰（英語：Ohau Peak），是南極洲的山峰，位於羅斯島，處於特羅爾山東北面3.5公里和麥金托什山以北1.5公里，海拔高度約2,400米，由新西蘭地理委員會命名，現時由南極條約體系管理。